# Ốc sên đất châu Phi
Ốc sên đất châu Phi, tên khoa học Achatina albopicta, là một loài ốc sên thở không khí lớn trong họ Achatinidae.
Loài này có nguồn gốc ở Kenya.